# Адольф Фрідріх Гессе
Адольф Фрідріх Гессе (нім. Adolf Friedrich Hesse; 30 серпня 1809, Бреслау — 5 серпня 1863, Бреслау) — німецький композитор і органіст.

## Біографія
Адольф Фрідріх Гессе народився 30 серпня 1809 року в місті Бреслау в родині висококваліфікованого теслі, який захоплювався органобудуванням і прагнув дати синові всі можливості для занять музикою. Навчався у Фрідріха Вільгельма Бернера і Ернста Кьолера в Бреслау, пізніше вдосконалювався під керівництвом Християна Генріха Рінка.
Вже в 1827 році він написав перші твори для оркестру, в тому ж році зайняв посаду другого органіста в соборі Святої Єлизавети (при головному органістові Кьолері). Протягом наступних двох років здійснив перші гастрольні поїздки, в ході яких, зокрема, познайомився з Луї Шпором, які значно вплинули на нього.
У 1831 році Гессе став головним органістом Бернардинського собору, що не завадило йому також гастролювати в Лондоні й Парижі (1844 року — виступ у щойно збудованому соборі Сент-Есташ). Органну гру Гессе високо оцінив Роберт Шуман, який відзначив, що відомий педантизм манери (нім. schulmeisterliche Anschlage) доречний і виграшний для органіста, помітно знецінює гру Гессе на фортепіано. Пізніше Гессе також диригував симфонічними концертами в опері Бреслау.
Серед його учнів були, зокрема, Карл Бергман і Жак Ніколя Лемменс.
Адольф Фрідріх Гессе помер 5 серпня 1863 року в рідному місті.